# いかづち型護衛艦
いかづち型護衛艦（いかづちがたごえいかん、英語: Ikazuchi-class destroyer escort）は、海上自衛隊の護衛艦（DE）の艦級。警備隊初の国産警備船の一環として、昭和28年度計画で建造された。建造単価は16億円であった。
艦名は旧海軍の雷型駆逐艦「雷」「電」、吹雪型駆逐艦「雷」「電」に続き日本の艦艇としては3代目である。

## 来歴
1951年（昭和26年）、連合国軍最高司令官マシュー・リッジウェイ大将は、連合国軍占領下の日本に対してパトロール・フリゲート（PF）および上陸支援艇（LSSL）を貸与することを提案した。これを受けて1952年（昭和27年）4月26日、海上保安庁内において、これら軍艦の受け皿となるとともに将来の海軍の母体となるべく、海上警備隊が創設された。そして同年8月1日の保安庁の発足とともに、海上警備隊は海上保安庁の航路啓開部を吸収して警備隊に改組され、陸上部隊である警察予備隊（のちの保安隊）とともに保安庁の隷下に入り、本格的な再編制への体制が整えられることになった。
海上警備隊創設の呼び水となったフリゲート等の貸与は政治上の問題から遅延していたことから、まず整備を完了した船艇を「保管引受け」として借用し、基幹要員の教育訓練が急ピッチで進められることとなった。警備隊の発足時に保有していた船舶は、「保管引受け」中のPF 4隻とLSSL 2隻、および海保から所管換された掃海船等76隻であった（海上自衛隊の掃海船 (編入船)参照）。貸与軍艦の引き渡しは1953年1月14日より開始され、PFは「くす型警備船」、LSSLは「ゆり型警備船」として就役した。警備隊発足年度である昭和27年度予算では、これらの警備船の運用基盤を整備するための支援船（水船や重油船など）の建造が優先され、戦闘艦艇の建造は行われなかった。続く昭和28年度予算でも、当初は小型掃海船2隻が要求されたのみであったが、1952年12月末、大蔵省より、防衛分担金の枠内で130億円を艦船建造費に振り向ける旨の内示があったことから、第二幕僚監部では、急遽、戦闘艦艇の国産新造計画を立案した。
本計画では、甲型警備船（DD）2隻と乙型警備船（DE）3隻のほか合計16隻の建造が決定された。このうち乙型警備船としては、蒸気タービン主機の「あけぼの」と、ディーゼル主機のいかづち型が競作されることになった。

## 設計
同年度の他の艦と同様、基本設計は財団法人船舶設計協会に委託して行われた。計画番号はE-102。計画にあたっては、アメリカ海軍のバックレイ級護衛駆逐艦や大日本帝国海軍の松型駆逐艦や鵜来型海防艦、鴻型水雷艇も参考とされた。

### 船体
同年度の他の艦と同様に平甲板船型を採用したが、風圧側面積削減のため、甲板室は連続せずに艦橋背後で中断し、煙突も1本とされた。艦型は「あけぼの」よりも多少小さいが、ディーゼル主機の採用によって、機関区画の縮小および機関科員の減少が生じており、乗員一人あたりのスペースは1.8平方メートルと、「あけぼの」よりは余裕ができ、28DDと同水準を確保できた。
ただし、もともとの運用構想では、本型を含むDEはDD座乗の隊司令の指揮を受けることになっており、司令部設備は備えていなかったが、建造の最終段階で「いなづま」に最小限の隊司令部設備が追加されることになり、居住性は若干悪化した。
なお、「あけぼの」では、蒸気タービン主機の採用に伴う機関部重量増大を補うため、上部構造物には広範にアルミニウム合金が採用されていたが、本型では、蒸気タービンよりも振動が大きいディーゼル主機を採用したことから、アルミニウム合金の使用範囲を削減したほか、主船体への軟鋼の使用割合と板厚の増加等の対策が講じられた。

### 機関
上記の経緯より、本型ではディーゼル主機が採用されており、2ストローク直列9気筒排気ターボ過給機付きトランク・ピストン型中速ディーゼルエンジンを搭載した。1番艦には三菱重工業製、2番艦には三井造船製のものをそれぞれ搭載しており、出力は各6,000馬力で26ノットを発揮した。これらは当時海外でも例を見ない高出力・中速機であり、当初は初期不良に苦しめられたものの、これらを克服したのちは予想以上の好成績を示した。
燃料搭載量は「あけぼの」の約8割ではあったものの、ディーゼル機関ならではの燃料消費効率の良さによって、16ノット巡航時の航続距離は35パーセント増加した。また重量・容積、省力性などでも「あけぼの」の蒸気タービン主機に優り、以後のDEはディーゼル推進艦として建造されることとなった。

## 装備
28年度計画DEの兵装はおおむね共通であり、基本的には上記のくす型警備船（PF）をもとに、一部を更新した構成となっている。

### センサー
レーダーは、DEながらも対空捜索用と対水上捜索用の2基を搭載するというDDに準じた体制をとっており、対空捜索用としては28DDで搭載したAN/SPS-6をもとに小型化して開発したOPS-2、また対水上捜索用としては28DDと同じOPS-3を搭載した。ただしOPS-2は、DEに搭載できるようにアンテナを小型化したことから、目標の探知性能は大幅に低下せざるをえなかった。またソナーは28DDと同構成で、捜索用としてQHBaを、また攻撃用としてQDAを搭載した。

### 武器システム
艦砲としては、PFで搭載されていた50口径7.6cm単装砲（Mk.22 3インチ砲）をライセンス生産した54式が搭載され、Mk.51 mod.2方位盤による指揮を受けた。対空兵器としては56口径40mm連装機銃Mk.1が搭載された。
対潜兵器もPFで搭載されたアメリカ製兵器のデッドコピーが搭載されており、ヘッジホッグMk.10対潜迫撃砲をもとにした試製54式対潜弾投射機、爆雷投射機Mk.6（K砲）をもとにした54式爆雷投射機、および54式爆雷投下機12型が搭載された。

### 特別改造
28年度計画DEは、対潜艦としての性能の追求よりも、まず米海軍のDEに相当する警備船を国内で建造することに意義を求めた部分があり、上記の通り、装備には既に陳腐化している部分も少なくなかった。このことから、1958年末より、性能の不備を是正するための特別改造工事が行われた。これにより、艦砲は50口径7.6cm単装速射砲（Mk.34 3インチ砲）に、また砲射撃指揮装置もレーダー装備のMk.63（1基）に更新され、代償として40mm連装機銃のうち1基を撤去した。ただし「あけぼの」と違い、爆雷兵装の削減は行われなかった。またソナーについても、QHBaは改良型のSQS-11Aに、またQDAもSQR-4に更新された。

## 同型艦

### 一覧表
| 艦番号                   | 艦名     | 建造                  | 起工                         | 進水                       | 就役                        | 退役                        | 除籍                |
| ------------------------ | -------- | --------------------- | ---------------------------- | -------------------------- | --------------------------- | --------------------------- | ------------------- |
| DE-202 YAC-30 『保管船』 | いかづち | 川崎重工業 神戸造船所 | 1954年 （昭和29年） 12月18日 | 1955年 （昭和30年） 9月6日 | 1956年 （昭和31年） 5月29日 | 1976年 （昭和51年） 3月31日 | 1983年 （昭和58年） |
| DE-203 YAC-31 『保管船』 | いなづま | 三井造船 玉野事業所   | 1954年 （昭和29年） 12月25日 | 1955年 （昭和30年） 8月4日 | 1956年 （昭和31年） 3月5日  | 1977年 （昭和52年） 3月15日 | 1983年 （昭和58年） |

### 運用史
2番艦「いなづま」は1956年3月5日に竣工し、第二次世界大戦後の国産護衛艦（警備艦）では最初の就役となった。同年8月1日、準同型艦「あけぼの」とともに自衛艦隊第1護衛隊群の隷下に第7護衛隊を新編し、1961年の護衛艦隊の新設に伴ってその隷下に編入された。
その後、新世代護衛艦の増勢に伴い、1964年には護衛隊ごと第3護衛隊群へ、そして1969年には呉地方隊に配属替えとなった。なおこの際、「あけぼの」は護衛隊から切り離されて横須賀地方隊に転属となっている。両艦とも老朽化に伴い、1976年から1977年にかけて支援船籍の保管船（いわゆる予備艦）に種別変更され、1983年に揃って除籍された。
なお1960年6月4日、津軽海峡で対潜訓練中の「いなづま」に「あけぼの」が衝突、艦橋を破損し「いなづま」の乗員2名が死亡、2名が負傷する事故を起こしている。海自の事故調査委員会によれば、原因は「あけぼの」の操艦ミスであった。さらに翌5日、函館で入渠修理中の「いなづま」でガソリンが爆発、乗員3名が死亡、乗員4名とドック従業員2名が負傷した。

## 登場作品

### ゲーム
『WarThunder』
Ver1.97にて実装。1958年度の特別改修後の艦が実装されている。